# دایرکت‌تری‌دی
دایرکت‌تری‌دی (انگلیسی: Direct3D) یک رابط برنامه‌نویسی کاربردی و گرافیکی است که توسط شرکت مایکروسافت، ساخته و تاکنون تحت ویرایش‌های مختلف گسترش داده شده‌است. به عنوان بخشی از دایرکت‌اکس، از دایرکت‌تری‌دی نیز برای رندر نمودن گرافیک سه‌بعدی رایانه‌ای در برنامه‌های کاربردی و از جمله بازی‌ها گرافیکی مورد استفاده قرار می‌گیرد